# Test Krausa-Webera
Test Krausa-Webera (także: test minimalnej sprawności układu mięśniowego) – test sportowy mający na celu ustalenie minimalnej sprawności układu mięśniowego zawodnika.
Test składa się z sześciu prób:
- próba siły oraz wytrzymałości mięśni brzucha i lędźwi (kręgosłupa): przejście z leżenia tyłem do siadu z dłońmi splecionymi na karku i prostymi nogami (próbę wykonuje się na tle ściany z podziałką od zera do 90 stopni),
- próba siły oraz wytrzymałości mięśni brzucha: przejście do siadu z leżenia tyłem z dłońmi splecionymi na karku i nogami ugiętymi w kolanach pod kątem prostym ze stopami opartymi na podłodze (próbę wykonuje się na tle ściany z podziałką od zera do 90 stopni),
- próba mięśni lędźwi oraz dolnych partii mięśni prostych brzucha: uniesienie obu wyprostowanych nóg w górę pod kątem 45 stopni z leżenia tyłem, z dłońmi pod głową (należy wytrzymać w tej pozycji dziesięć sekund),
- próba siły oraz wytrzymałości górnych partii mięśni grzbietu: z leżenia przodem na poduszce położonej pod zgięciem biodrowym (z dłońmi położonymi na karku) należy dokonać wznosu tułowia do góry i wytrzymać w tej pozycji przez dziesięć sekund (w trakcie ćwiczenia partner lub trener naciska jedną ręką w okolicy kostek ćwiczącego, a drugą w pośladki),
- próba wytrzymałości dolnej partii mięśni grzbietu: z leżenia przodem na poduszce położonej pod zgięciem biodrowym (z dłońmi położonymi pod policzkami i głową zwróconą ku bokowi) należy dokonać wznosu nóg i wytrzymać w takiej pozycji dziesięć sekund,
- próba zdolności wydłużenia mięśni długich grzbietu oraz tylnej strony nóg: wyprostowanie kolan i skłon tułowia do przodu z postawy zasadniczej do sięgnięcia podłogi palcami dłoni, przy czym nie należy pogłębiać skłonu, a wytrwać w tej pozycji trzy sekundy[1].

Prawidłowe wykonanie wszystkich sześciu prób wskazuje na posiadani minimum sprawnościowego dla układu mięśniowego.
Test uległ późniejszym modyfikacjom i zmianom.